# Otsuka Shota
Shota Otsuka (sinh ngày 15 tháng 5 năm 1987) là một cầu thủ bóng đá người Nhật Bản.

## Sự nghiệp câu lạc bộ
Shota Otsuka đã từng chơi cho Mito HollyHock.